# Reichsstraße 164
Die Reichsstraße 164 (R 164) war bis 1945 eine Staatsstraße des Deutschen Reichs. Sie verlief innerhalb der preußischen Provinz Pommern in Nord-Süd-Richtung und verband die beiden hinterpommerschen Städte Dramburg (polnisch: Drawsko Pomorskie) und Kallies (Kalisz Pomorski) miteinander. Verkehrstechnisch sorgte die R 164 für eine Verbindung der Reichsstraße 158 (Berlin – Königsberg (Neumark) – Stargard in Pommern – Neustettin – Rummelsburg (Pommern) – Lauenburg (Pommern)) in Dramburg mit der Reichsstraße 104 (Lübeck – Neubrandenburg – Stettin – Stargard in Pommern – Schneidemühl) in Kallies.
Mit einer Gesamtlänge von 28 Kilometern gehörte die R 164 zu den kürzesten Reichsstraßen.
Heute verläuft auf der Trasse der ehemaligen R 164 die polnische Woiwodschaftsstraße Droga wojewódzka 175 (DW 175), die allerdings über Kalisz Pomorski hinaus bis nach Choszczno (Arnswalde) weitergeführt wird und um mehr als das Doppelte der Länge der R 164 erweitert wurde. Der Verlauf der DW 175 ist auf die Woiwodschaft Westpommern begrenzt.

## Straßenverlauf der R164

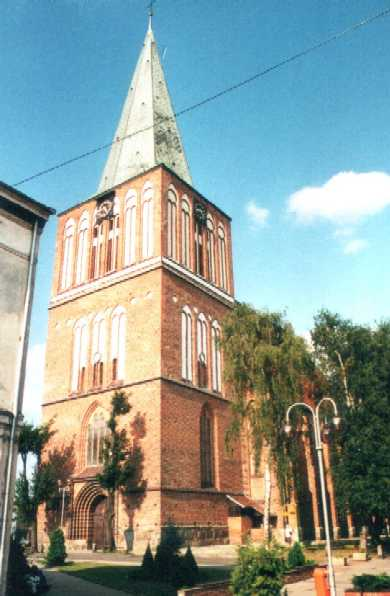
Die Kirche zu Dramburg (Drawsko Pomorskie)

(Heutige Droga wojewódzka 175):
Provinz Pommern (heute: Woiwodschaft Westpommern):
Landkreis Dramburg (heute: Powiat Drawski):
- Dramburg (Drawsko Pomorskie) (Anschluss: R 158 Berlin – Königsberg (Neumark) – Stargard in Pommern – Neustettin – Rummelsburg (Pommern) – Lauenburg (Pommern))

- kreuzt die Reichsbahnstrecke Ruhnow – Neustettin – Schlochau – Konitz (heute Staatsbahnlinie Nr. 210: Runowo Pomorskie – Szczecinek – Człuchów – Chojnice) und ehemalige Kleinbahnstrecke Trampke – Kashagen – Nörenberg – Dramburg der Saatziger Kleinbahnen

- Klein Mellen (Mielenko Drawski)

- Köntopf (Konotop)

- quert die Drage (Drawa)

- Groß Spiegel (Pożradło Wielkie)

- Pammin (Pomierzyn)

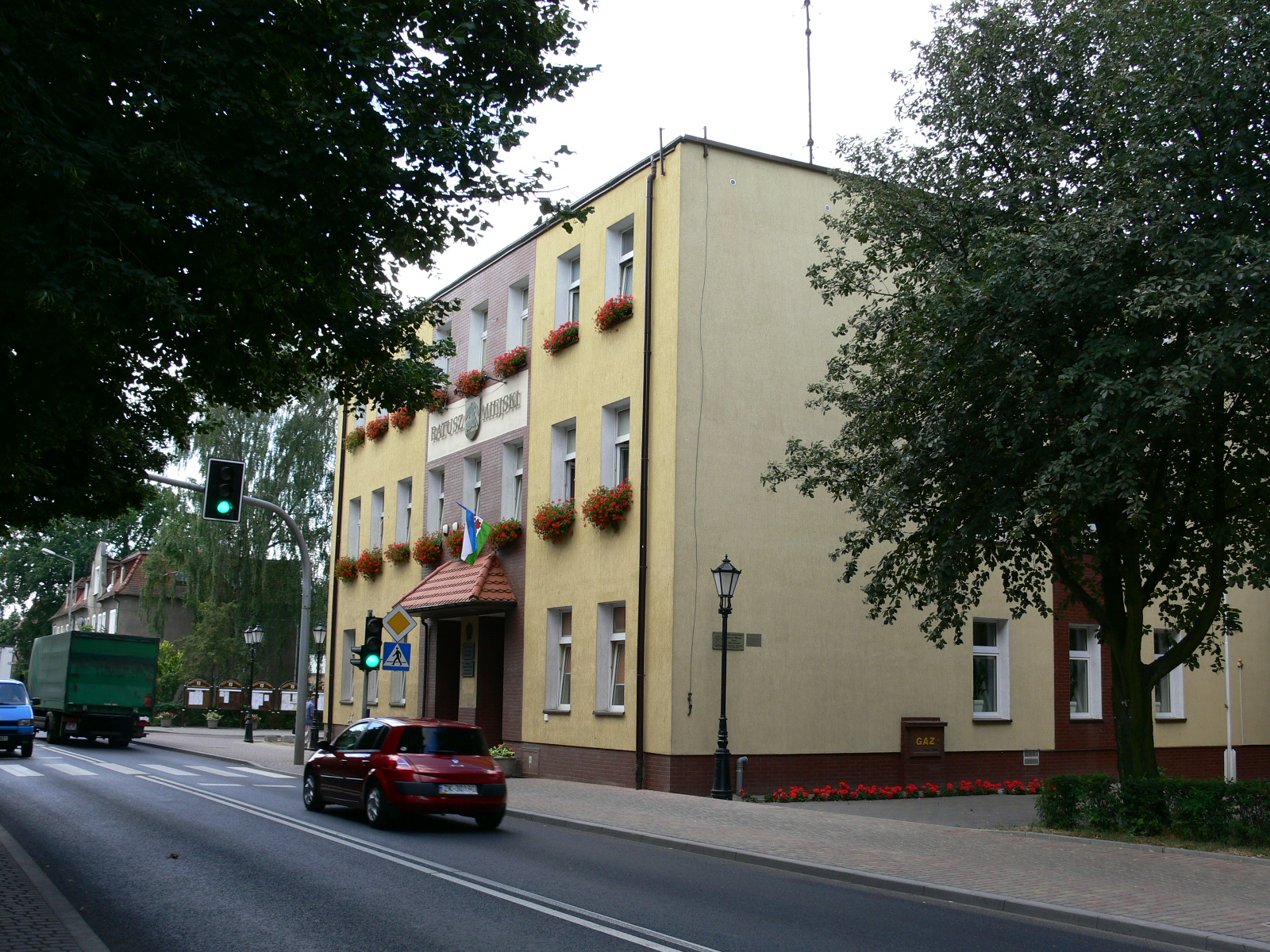
Das Rathaus in Kallies (Kalisz Pomorski)

- Kallies (Kalisz Pomorski) (Anschluss R 104 Lübeck – Neubrandenburg – Stettin – Stargard in Pommern – Neustettin – Schneidemühl)